# Kazsani
Kazsani (macedónul: Кажани) település Észak-Macedóniában, a Pelagonijai körzet Bitolai járásában.

## Népesség
| Lakosok száma | 138  | 178  | 134  | 180  | 165  | 145  | 104  | 75   | 31   |
|               | 1948 | 1953 | 1961 | 1971 | 1981 | 1991 | 1994 | 2002 | 2021 |

2002-ben 75 lakos volt, melyből 59 macedón, 13 albán, 2 török, 1 egyéb.